# Domfront-en-Champagne
Domfront-en-Champagne – miejscowość i gmina we Francji, w regionie Kraj Loary, w departamencie Sarthe.
Według danych na rok 1990 gminę zamieszkiwało 850 osób, a gęstość zaludnienia wynosiła 41 osób/km² (wśród 1504 gmin Kraju Loary, Domfront-en-Champagne plasuje się na 644. miejscu pod względem liczby ludności, natomiast pod względem powierzchni na miejscu 527.).